# استان ایسلاس دلا باهیا
استان ایسلاس دلا باهیا (به اسپانیایی: Islas de la Bahía) یکی از استان‌های ۱۸ گانه کشور هندوراس در آمریکای مرکزی که در شمال این کشور واقع شده است

## نگارخانه

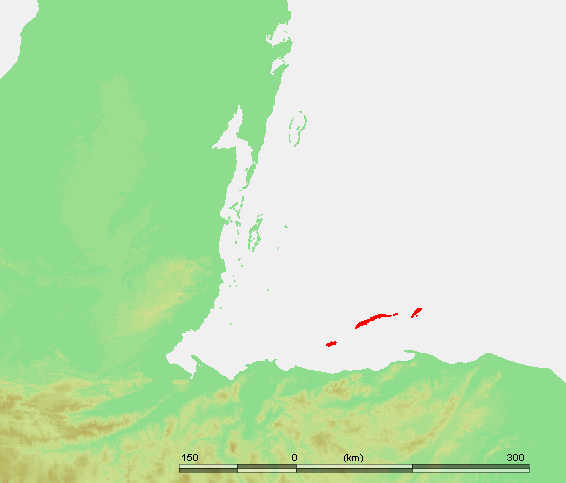
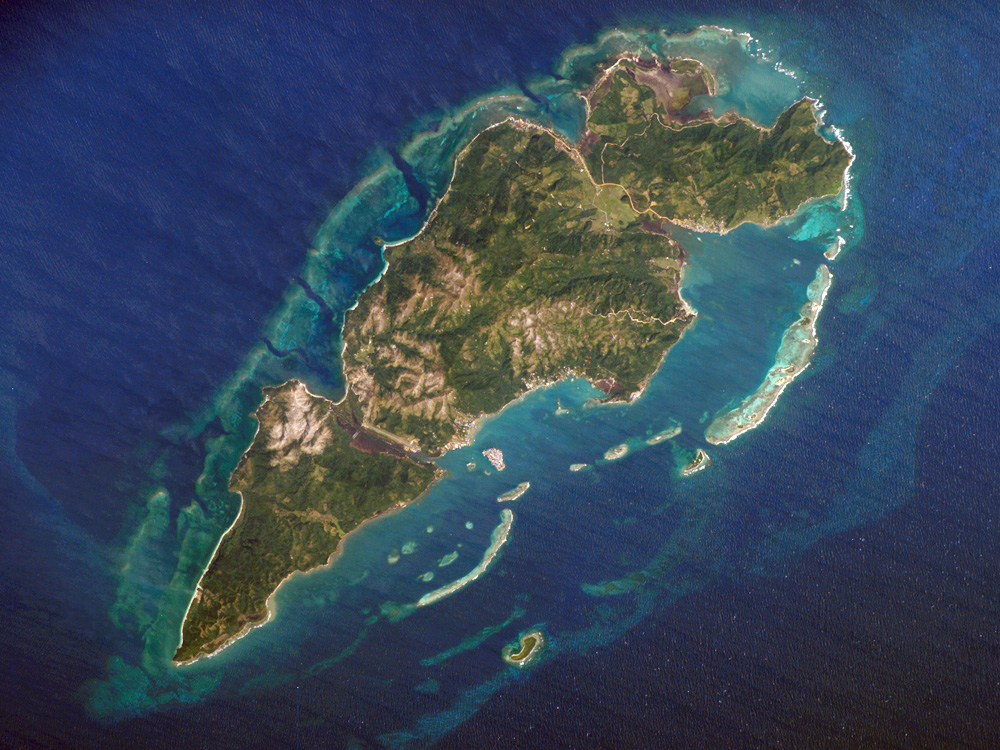
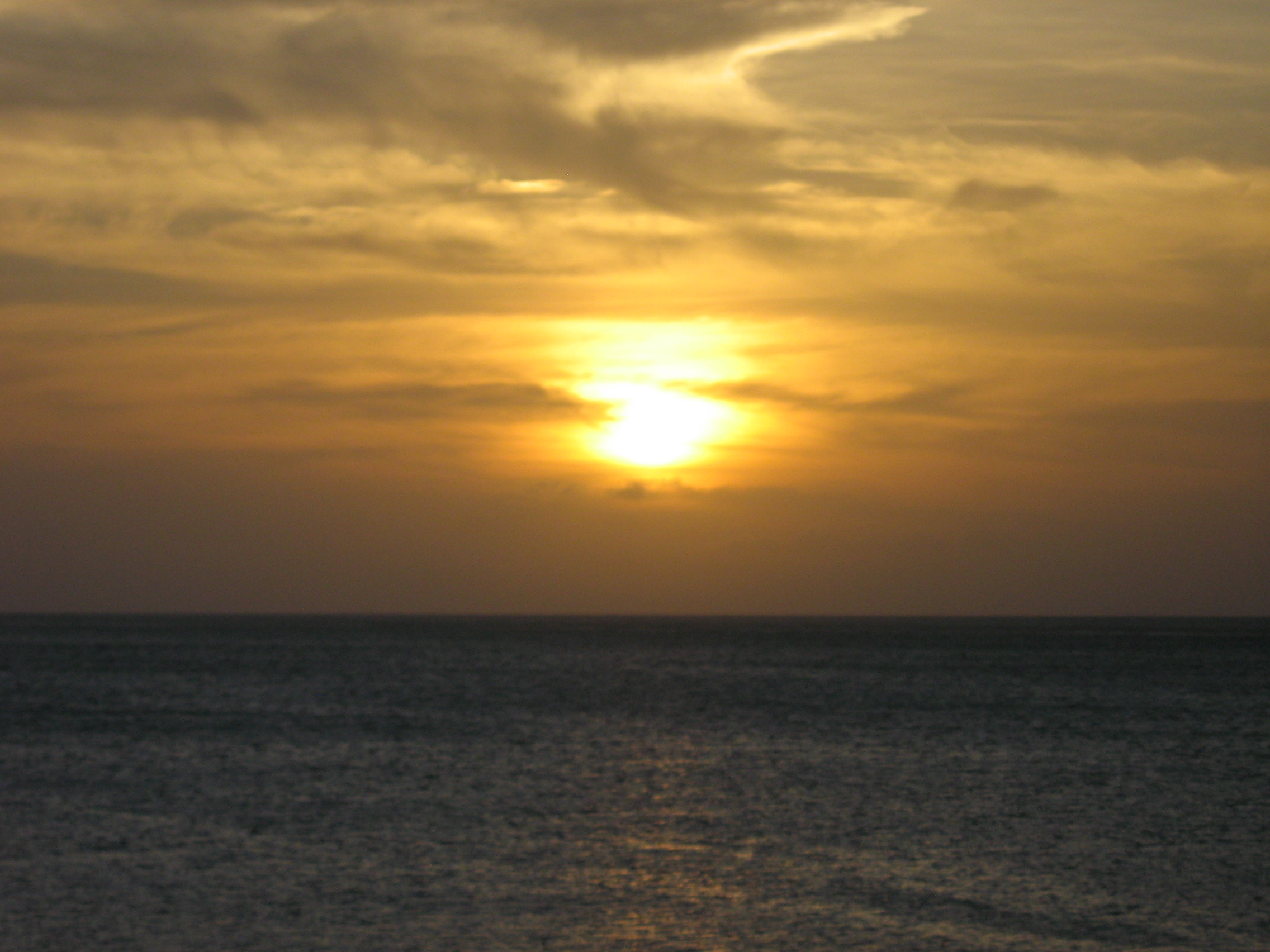
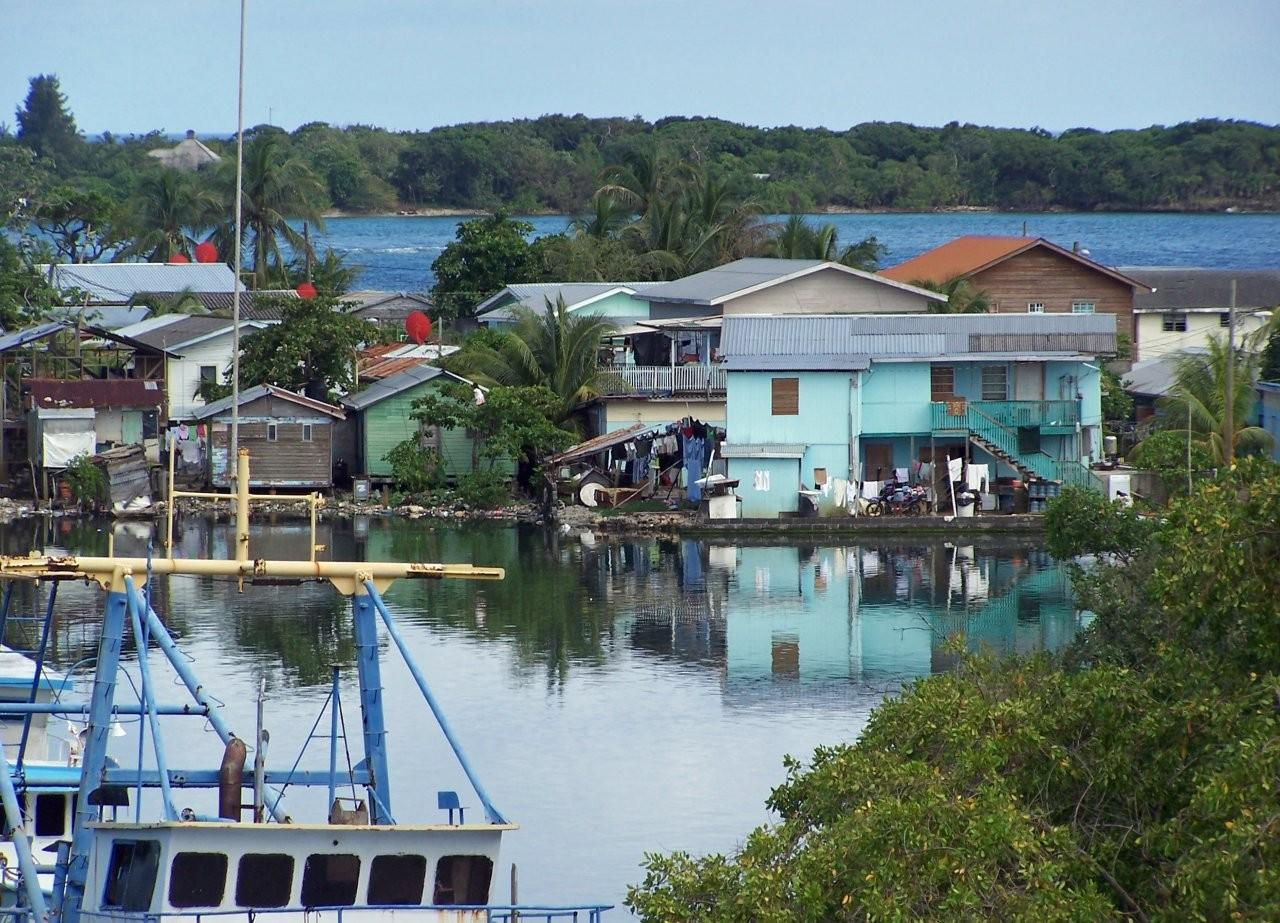
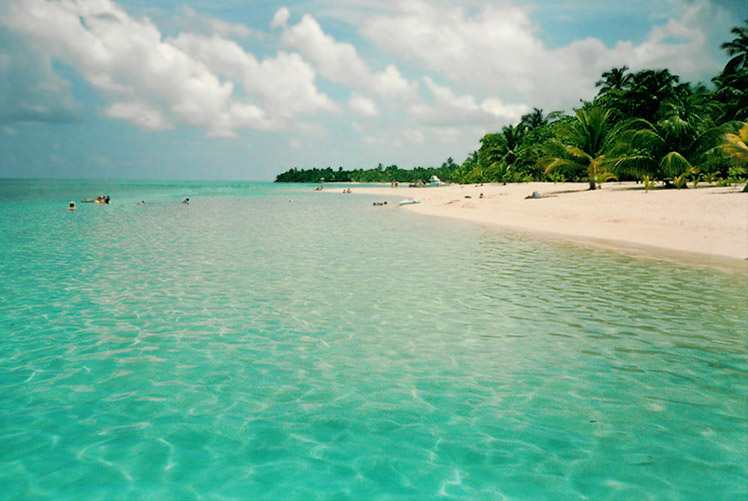
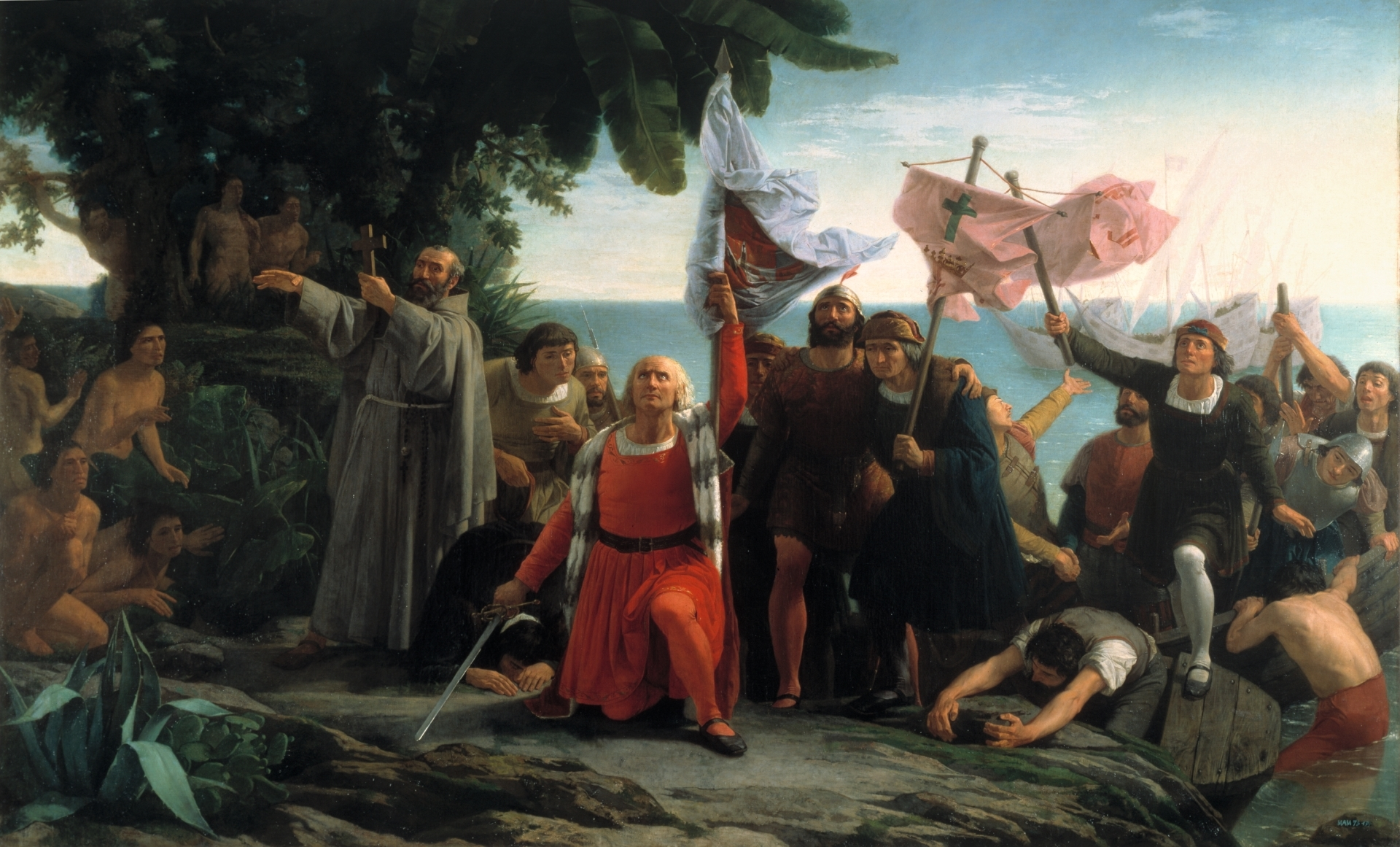
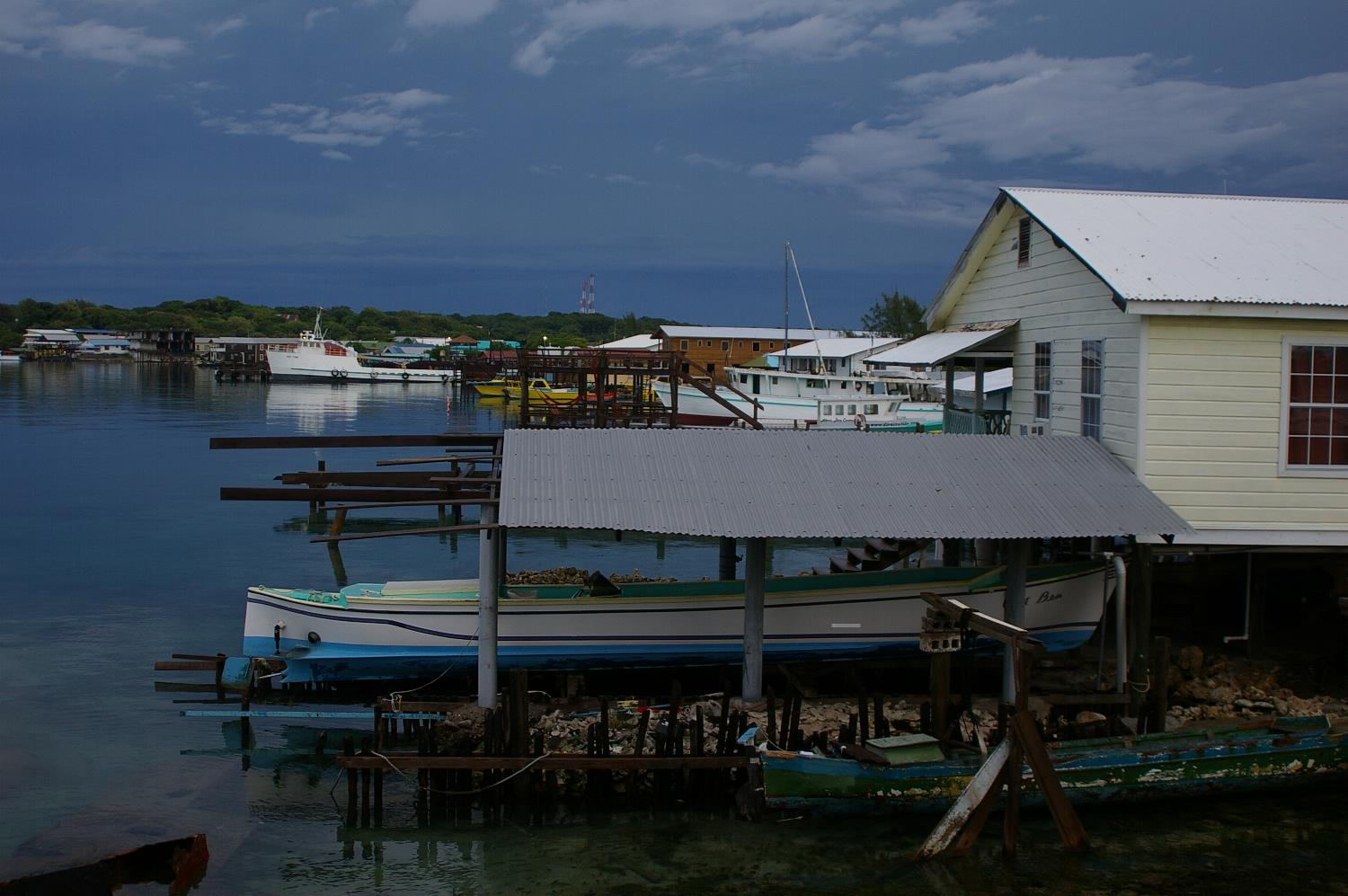

## جزایر

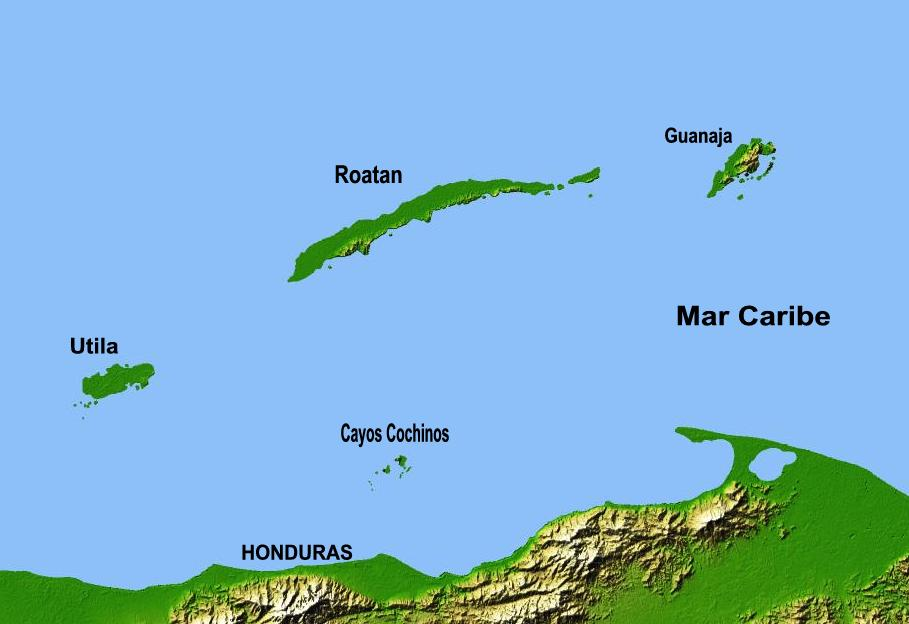

- Roatán ۱۲۵ km²
- Guanaja ۵۵،۴ km²
- Utila ۴۹،۳ km²
- Islas del Cisne ۸ km²
- Cayos Cochinos ۲ km²
- Zapotillo - km²